# Cek Mbon
Cek Mbon is een bestuurslaag in het regentschap Aceh Timur van de provincie Atjeh, Indonesië. Cek Mbon telt 1056 inwoners (volkstelling 2010).